# Esteban Aránguiz
Esteban Wilfredo Aránguiz Sánchez (* 10. Juli 1948 in Santiago de Chile) ist ein ehemaliger chilenischer Fußballspieler. Der Mittelfeldspieler absolvierte zwei Länderspiele für Chile und wurde auf Vereinsebene zwei Mal chilenischer Meister.

## Karriere

### Verein
Esteban Aránguiz, auch Toro genannt, debütierte für CF Universidad de Chile am letzten Spieltag der Saison 1967 gegen den CD O’Higgins und feierte gleich seine erste Meisterschaft. Zwei Jahre später gewann er mit La U den zweiten Meistertitel und es gelang der Einzug ins Halbfinale der Copa Libertadores 1970. 1973 ging der Mittelfeldspieler nach Mexiko zum San Luis FC und spielte danach zwei Jahre bei den Miami Toros in den USA. 1976 kehrte er zu Universidad de Chile zurück und blieb bis 1982 beim Klub. Sein letztes Karrierejahr verbrachte Aránguiz bei den Santiago Wanderers.

### Nationalmannschaft
Esteban Aránguiz debütierte im März 1970 unter Trainer Francisco Hormazábal beim Freundschaftsspiel gegen Brasilien, als er für Osvaldo Castro eingewechselt wurde. Rund zwei Jahre nach seinem Debüt bestritt der Mittelfeldspieler erneut bei der Copa Carlos Dittborn gegen Argentinien sein zweites Länderspiel, das zugleich sein letztes Spiel für Chile war.

## Erfolge
Universidad de Chile
- Primera División: 1967, 1969
- Copa Chile: 1979